# Грб Сремске Митровице
Грб Града Сремска Митровица је према члану 6. важећег Статута Града Сремске Митровице, дефинисан на следећи начин:
„Грб Града има за основу штит на коме су на горњем делу уцртане три хумке од којих једна са пламеном, а представља симбол борбе и палих жртава, у средини римска тврђава испод које стоји римски војник са штитом и копљем, што значи да град Сремска Митровица лежи на остацима римског града Сирмијума, а зелена подлога са пресеченом таласастом линијом представља поља Срема и реку Саву. У горњем делу штита је натпис ћирилицом СРЕМСКА МИТРОВИЦА, а у дну натпис латиницом CIVITAS SANCTI DEMETRII“.
Хумке су зелене боје, градске зидине су смеђе боје, полулопта на којој стоји војник је зелена, а уцртана таласаста линија је сребрне боје, како је утврђено још 1967. године.

## Историјат развоја грба
Укидањем тзв. Војне границе и добијањем статуса слободног краљевског града у оквиру тадашње Аустроугарске монархије (1881), Град (Сремска) Митровица добија и потпуну градску аутономију. Градско заступство је одлучило у септембру 1894. године да Митровица као град треба да има свој печат и грб. На основу оригиналног печата из XIV века (печата средњовековне Дмитровице, латински Civitas Sancti Demetrii) који је чуван у архиву у Будимпешти, сликар и књижевник, Митровчанин, Драган Мелкус је израдио ликовно решење грба.
Након скоро једног века, поново је узет у разматрање изглед грба Митровице и на седници СО Сремска Митровица одржаној 7. јуна 1967. године утврђен је грб, рад сликара Енеса Мундића. Грб је у потпуности идентичан са тренутно важећим, а његов садржај је утврђен актуелним Статутом Града Сремска Митровица.

## Галерија
- Први печат и грб римског насеља Сирм(иум)а. Богиња Фортуна са богатим равничарским плодовима
- Грб средњовековне Дмитровице - Civitas Sancti Demetrii. Послужио је као узор за решења из 1884. и 1967. године
- Грб Митровице између два светска рата
- Реконструкција историјског грба